# Constantin Budescu
Constantin Valentin Budescu (* 19. Februar 1989 in Ploiești) ist ein rumänischer Fußballspieler. Er steht seit Sommer 2019 bei Astra Giurgiu unter Vertrag.

## Karriere

### Verein
Die Karriere von Budescu begann in der Jugend von Petrolul Ploiești, von wo er im Jahr 2005 im Alter von 16 Jahren in den Kader der ersten Mannschaft kam, die seinerzeit in der zweiten rumänischen Liga, der Divizia B spielte. Dort wurde er in der Saison 2006/07 zur Stammkraft im Sturm. Mit Petrolul kämpfte er stets um den Aufstieg in die Liga 1, verpasste diesen jedoch meist knapp. In der Winterpause 2010/11 verließ er den Klub zum Lokalrivalen Astra Ploiești (später Astra Giurgiu). Dort kam er in den ersten beiden Spielzeiten nur selten zum Zuge. Erst in der Spielzeit 2012/13 fand er seinen festen Platz im Team und steuerte 13 Tore zur Qualifikation zur Europa League bei. Dies konnte er in der Saison 2013/14 wiederholen, was die Vizemeisterschaft hinter Steaua Bukarest einbrachte. Mit dem Pokalsieg 2014 gewann er seinen ersten Titel.
Anfang 2016 verließ Budescu Astra und wechselte zu Dalian Yifang in die chinesische League One. Dort kam er nur viermal zum Einsatz und wurde im August 2016 bis Jahresende an Astra ausgeliehen. Er spielte mit seinem Verein in der Gruppenphase der Europa League. Im Sommer 2017 nahm ihn der FCSB Bukarest fest unter Vertrag.
Zur Saison 2019/20 kehrte er zu Astra Giurgiu zurück, ging dann kurz erneut nach Saudi-Arabien und wechselte in kurzen Abständen mehrfach zwischen Vereinen der rumänischen ersten Liga.

### Nationalmannschaft
Anfang September 2014 berief ihn Nationaltrainer Victor Pițurcă in sein Aufgebot für das EM-Qualifikationsspiel gegen Griechenland, setzte ihn jedoch nicht ein. Ein Jahr später nominierte ihn Pițurcăs Nachfolger Anghel Iordănescu erneut. Am 4. September 2015 kam er im EM-Qualifikationsspiel gegen Ungarn zu seinem ersten Länderspiel, als er in der 78. Minute für Lucian Sânmărtean eingewechselt wurde. Drei Tage später stand er gegen Griechenland erstmals in der Startaufstellung. In der nächsten Week of Football im Oktober 2015 gehörte er ebenfalls zum Kader. Am 11. Oktober erzielte er beim 3:0-Erfolg gegen die Färöer zwei Treffer. Im WM-Qualifikationsspiel gegen Dänemark am 8. Oktober 2017 kam er letztmals zum Einsatz, nachdem ihm im Spiel gegen Kasachstan zwei Tore gelangen.

## Erfolge

### Verein
Astra Giurgiu
- Rumänischer Pokalsieger: 2014
- Rumänischer Supercupsieger: 2014

Individuell
- Rumänischer Fußballer des Jahres: 2017